# Vaughn Jefferis
Vaughn Jefferis (n. 20 mai 1961, Huntly⁠(d), Waikato⁠(d), Noua Zeelandă) este un sportiv ce a reprezentat Noua Zeelandă, medaliat olimpic. A participat la 2 ediții ale Jocurilor Olimpice (1996, 2000) în care a câștigat o medalie de bronz.